# 1278 w polityce

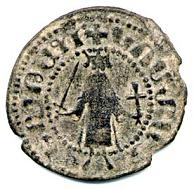
Konstantyn I

Wydarzenia polityczne w 1278 roku.

## Wydarzenia
- 26 sierpnia Bitwa pod Suchymi Krutami[1].
- Wyprawa Bolesława Pobożnego i Mszczuja II przeciwko Brandenburczykom, zwycięstwo pod Sołdynem, klęska Ottona Długiego[2].

## Urodzili się
- Konstantyn I, król Armenii[3].

## Zmarli
- 26 sierpnia Przemysł Ottokar II, król Czech, ginie w bitwie pod Suchymi Kutami[4].
- Bolesław II Rogatka, książę legnicki[2].